# Croisse Baulet
Le Croisse Baulet, Croise Baulet[réf. nécessaire] ou encore Grand Croisse Baulet[réf. nécessaire] est un sommet du chaînon oriental de la chaîne des Aravis situé principalement sur la commune de Cordon, dans le département de la Haute-Savoie, tandis que son versant méridional est situé sur la commune de la Giettaz, dans le département de la Savoie.

## Géographie

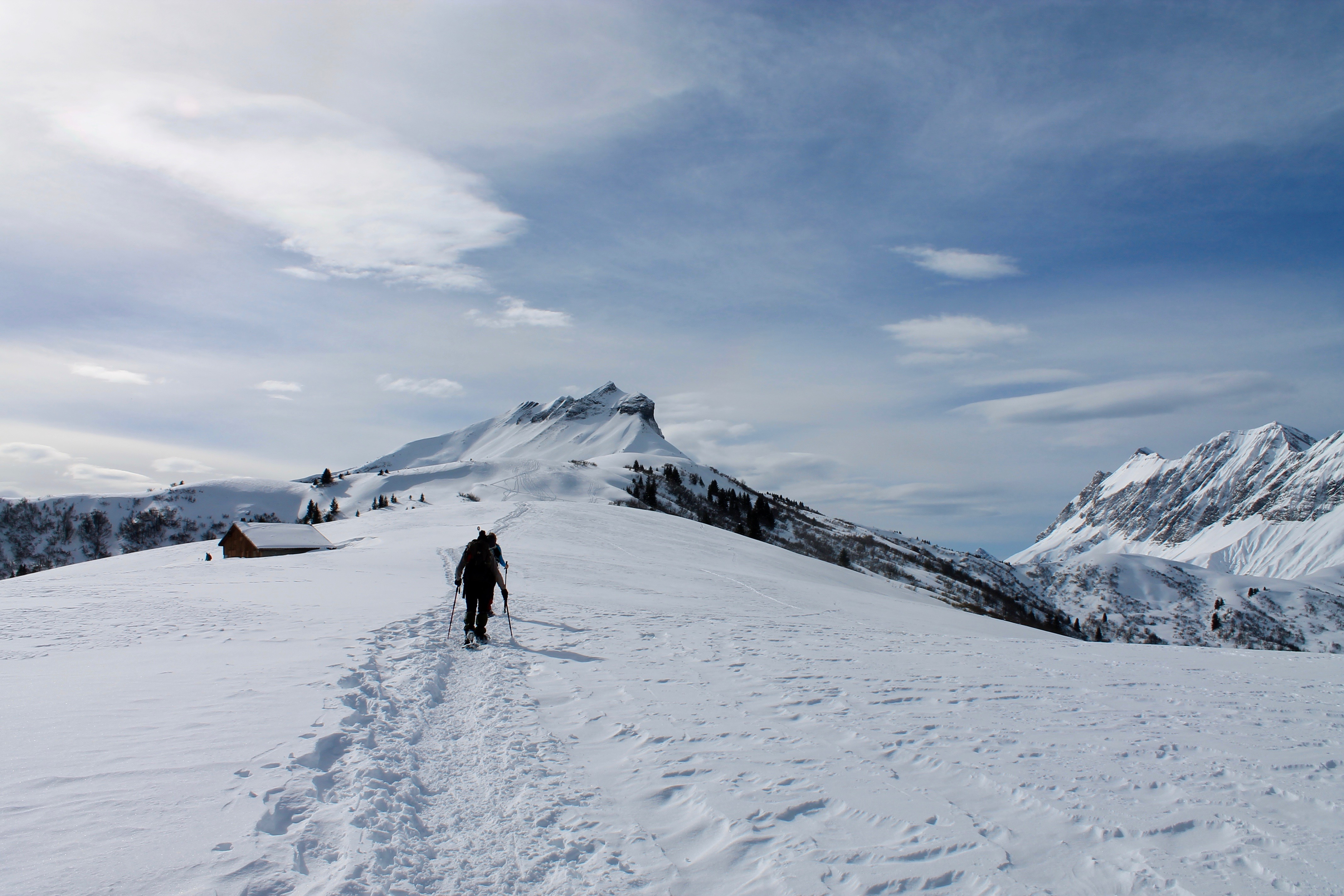
Le Croisse Baulet en hiver depuis la crête des Bénés au nord-est.

La montagne est située sur le versant oriental de la chaîne des Aravis, au sud-ouest de Sallanches et au nord-ouest de Megève. De forme allongée selon un axe sud-ouest-nord-est, elle s'étire sur environ sept kilomètres. Son sommet forme une crête culminant à 2 236 mètres d'altitude située à l'endroit où une crête secondaire quitte la montagne vers le sud-est pour former le Petit Croisse Baulet, antécime qui culmine à 2 009 mètres d'altitude. D'autres antécimes marquent les extrémités d'autres crêtes : la tête de Ramadieu à 1 746 mètres d'altitude et le rocher de la Combette à 1 815 mètres d'altitude au sud, la croix du Planet à 1 838 mètres d'altitude au nord-est et la croix de la Tête Noire à 1 691 mètres d'altitude au nord. La montagne est reliée à la chaîne principale des Aravis au nord-ouest par le col de Niard à 1 801 mètres d'altitude et au sommet des Salles et au Christomet au sud-est par le col de Jaillet à 1 723 mètres d'altitude.
Cette montagne est constituée d'une épaisse série d'alternances de marnes et de calcaires argileux noirs du Bajocien et de l'Aalénien. Cette formation est très déversée (pratiquement couchée) vers l'ouest.
Ses pentes et ses crêtes sont sillonnée de nombreux chemins et sentiers de randonnée dont le GRP Tour du Pays du Mont-Blanc. Des alpages s'éparpillent sur ses pentes relativement peu boisées et quelques téléskis et pistes de ski du village de Cordon couvrent son flanc Nord-Est sous la croix du Planet. Trois bornes militaires romaines se trouvent sur la montagne au sud-est : au col de Jaillet, au sommet du Petit Croisse Baulet et au col de l'Avenaz.

## Protection environnementale
Le Croisse Baulet fait partie de la zone de protection spéciale Natura 2000 et de la zone naturelle d'intérêt écologique, faunistique et floristique des Aravis.